# مجموعه کرایتریون
مجموعه کرایتریون (به انگلیسی: Criterion Collection) ارائه‌کننده مجموعه فیلم‌های کلاسیک و معاصر سینما با بهترین کیفیت ممکن می‌باشد. کارهای بهترین استادهای سینما در زمره مجموعه کرایتریون قرار دارد که از آن‌جمله ژان رنوار، ژان لوک گودار، آکیرا کوروساوا، ژان کوکتو، فدریکو فلینی، اینگمار برگمن، آندری تارکوفسکی،دیوید لینچ، آلفرد هیچکاک، استنلی کوبریک، دیوید لین، فریتس لانگ، عباس کیارستمی و … می‌باشند.